# 下阿尔特艾希
下阿尔特艾希是德国巴伐利亚州的一个市镇。总面积9.97平方公里，总人口1907人，其中男性1006人，女性901人（2011年12月31日），人口密度191人/平方公里。